# West Coast
"West Coast" é uma canção gravada pela cantora e compositora estadunidense Lana Del Rey, para o seu terceiro álbum de estúdio, Ultraviolence (2014). Foi escrita pela própria com o auxílio de Rick Nowels, enquanto a produção esteve a cargo de Dan Auerbach. Originalmente composta com influências do rock clássico, a obra foi primeiramente gravada em dezembro de 2013 e produzida por Nowels, mas o resultado final não agradou à artista. No início de 2014, Del Rey conheceu Auerbach e, em reunião com o musicista, revelou o seu interesse em desenvolver uma faixa inspirada pelo jazz dos anos 1970. Como resultado, a cantora viajou para Nashville, Tennessee, e regravou a canção e diversas outras então concluídas para o disco no estúdio Easy Eye Sound, sob a produção do mesmo. Assim como várias outras de Ultraviolence, o tema foi gravado com uma banda composta por sete músicos e cantado "99% ao vivo" por Del Rey, segundo o próprio Auerbach.
Lançada como o primeiro single do disco através das gravadores Interscope e Polydor Records, a obra foi transmitida pela primeira vez em 14 de abril de 2014 na estação de rádio BBC Radio 1. Dias depois, foi disponibilizada na iTunes Store de vários países, como o Brasil, o Canadá e Portugal, e também foi comercializada em formato físico na França e no Reino Unido. Meses depois, foi editada como um extended play (EP) digital. Considerada revolucionária por desviar-se do estilo pop das canções contemporâneas, foi notada como uma evolução de Del Rey em relação aos seus lançamentos anteriores. Uma balada de gêneros rock psicodélico, soft rock e surf rock, "West Coast" apresenta um som mais orgânico e uma "ousada" quebra rítmica entre os versos e o refrão. Os vocais da artista possuem um tom mais sensual e sinistro e são cantados em um estilo ofegante e sussurrante. Liricamente, retrata uma mulher dividida entre o amor e a ambição, além de ser uma homenagem à Costa Oeste dos Estados Unidos, local creditado pela cantora como inspiração para o trabalho.
"West Coast" foi aclamada pelos críticos musicais, os quais elogiaram a sua produção hipnótica e atmosférica, e enfatizaram a sua instrumentação inconstante e a entrega vocal da artista. Como consequência, foi considerada um dos melhores lançamentos do ano por publicações como NME e The Huffington Post. Comercialmente, desfrutou de um sucesso moderado, alcançando uma colocação entre as vinte melhores posições das tabelas musicais de países como a Espanha, a Escócia, a Hungria e a Itália, chegando ao topo na Rússia. Nos Estados Unidos, estreou na 17.ª colocação da Billboard Hot 100, tornando-se o single de Del Rey com a melhor entrada na tabela e o seu segundo melhor posicionado, atrás apenas de "Summertime Sadness". Adicionalmente, conquistou a terceira colocação da parada Adult Alternative Songs.
O vídeo musical relativo à canção foi dirigido por Vincent Haycock e lançado em 7 de maio de 2014, através do serviço Vevo. A gravação, em sua maior parte com efeitos em preto e branco, exibe cenas de Del Rey a interpretar a personagem ambivalente que a canção retrata. Filmado em Los Angeles, na Califórnia, mostra a cantora a caminhar em uma praia com um rapaz, interpretado por Bradley Soileau, e em um carro em câmera lenta com um homem mais velho, interpretado por Mark Mahoney. O final do teledisco, por sua vez, exibe a única cena em cor do trabalho, na qual Del Rey aparece usando um vestido vermelho envolta por uma cortina de chamas. O teledisco foi recebido com análises positivas pelos profissionais especializados, que elogiaram o seu enredo misterioso e compararam-no a alguns de seus trabalhos anteriores, como "Blue Jeans" e "National Anthem", e destacaram as cenas de encerramento do trabalho. Como forma de divulgação, a cantora apresentou a canção em diversos festivais, como o Coachella Music Festival e Glastonbury Festival. A obra também foi regravada por diversos artistas, incluindo Travis Garland e a banda de rock britânica Royal Blood.

## Antecedentes e desenvolvimento
Isso foi o que me disseram há pouco, quando eu estive numa festa na praia. Segundo ele, alguém que não está a beber não está realmente a festejar. Eu achei que foi uma frase interessante, de certa forma. Recordou-me do meu passado, das minhas motivações, de como essa maneira de pensar ainda faz parte de mim, apesar de ter deixado de beber. Por algum motivo, eu gosto bastante do ambiente de uma festa animada, quer seja na Costa Oeste, ou noutro local qualquer. Gosto muito quando vejo outras pessoas a divertir-se sem preocupações. Nessas alturas, sinto-me como se fizesse parte da festa, algo com o qual me sinto confortável. 

— Lana Del Rey a explicar a inspiração para a linha de abertura da canção.
"West Coast" foi escrita por Lana Del Rey em conjunto com Rick Nowels, seu colaborador de longa data, na Califórnia; enquanto a artista desenvolvia a sua letra, Nowels elaborava os seus arranjos. Em dezembro de 2013, a cantora esteve no Electric Lady Studios, em Nova Iorque, onde produziu cerca de onze músicas para Ultraviolence (2014) apenas com o seu guitarrista e um baterista de apoio, todas inspiradas pelo rock clássico, inclusive uma primeira versão de "West Coast". A faixa foi concebida como uma homenagem à Costa Oeste dos Estados Unidos e intencionalmente como uma representação do estado psicológico da artista na época — ela sentia-se sombria e desconectada, o que resultou em sua composição inconvencional da forma verso-refrão das músicas pops contemporâneas e na adoção de um andamento mais lento para o refrão da canção. Embora tenha concluído as gravações de todo o disco apenas nas cinco semanas que passara em estúdio, a intérprete ficou insatisfeita com a versão final do projeto.
No início de 2014, a cantora conheceu Dan Auerbach, vocalista do grupo The Black Keys; Del Rey encontrou-se com o artista em duas ocasiões inusitadas: uma delas no próprio Electric Lady Studios, enquanto concluía a produção de seu disco, e uma outra em Queens, Nova Iorque, por meio de Tom Elmhirst e alguns amigos em comum ao saírem em uma noite. Neste último encontro, os dois conversaram e decidiram trabalhar em algo juntos. Del Rey revelou o seu interesse em desenvolver uma faixa contendo tons de jazz e influências da Costa Oeste, algo que a própria revelou ter sido inspirado pelos Eagles e pelos Beach Boys, bem como uma sonoridade similar ao material produzido nas festas realizadas na vizinhança de Laurel Canyon, uma região de Los Angeles, no final da década de 1970, e técnicas mais flexíveis de produção. Auerbach sugeriu à artista uma reunião em seu estúdio, Easy Eye Sound, para discutirem o que poderiam fazer. Posteriormente, Lana Del Rey viajou a Nashville, Tennessee, onde regravou "West Coast" e todo o material que havia sido elaborado para o disco em apenas três semanas. A faixa foi gravada em apenas uma tomada com um microfone Shure SM58 e decidiu-se incorporar à canção uma produção mais casual, que transmitisse a sensação do som da Califórnia. De acordo com Auerbach, o número foi cantado "99% ao vivo" pela artista, enquanto uma banda composta por sete músicos gravava a sua instrumentação. Além de sua produção, o músico também ficou a cargo da guitarra elétrica, do violão de doze cordas, do chocalho e dos sintetizadores em todas as canções do disco, enquanto Nick Movshon foi creditado como baterista e baixista em "West Coast". Instrumentos de cordas foram incrementados à canção separadamente após a conclusão de sua gravação, no Bridge Studios, em Glendale, na Califórnia.
Após o lançamento da faixa, Del Rey revelou que a versão demo, gravada em 2013, era completamente diferente da versão produzida por Auerbach. Quando eles tocaram-na pela primeira vez para a Interscope Records, o editores mostraram-se insatisfeitos com o material, por seu refrão tornar-se mais lento que os seus versos ao longo da melodia, exclamando: "Nenhuma dessas canções são boas para as rádios e agora você está diminuindo a sua velocidade, quando estas deveriam ser aceleradas".

## Lançamento e capa
"West Coast" foi lançado como o primeiro single de Ultraviolence (2014). O título da canção foi anunciado em 3 de abril de 2014, pela própria Lana Del Rey em sua conta no Twitter. Sete dias depois, a cantora revelou a arte de capa do single por meio da mesma rede social, juntamente com as suas linhas de abertura servindo como legenda, a qual também foi utilizada em um outdoor colocado em Los Angeles no mesmo dia. Com um tom fortemente amarelado, o trabalho de capa transmite a ideia de que a artista estaria em um ambiente ensolarado na Califórnia, com o mar no fundo. Lana Del Rey é retratada a olhar fixa e inexpressivamente para a câmera, utilizando maquiagem escura, porém suave, em volta dos olhos. A cantora exibe um visual praiano característico da Costa Oeste, vestindo jaqueta de couro preta e uma camiseta branca. A arte levou alguns críticos a especular a possibilidade de "West Coast" soar igualmente aos trabalhos de Del Rey em Born to Die (2012). Embora tenha sido apresentada por Del Rey em diversos festivais na América do Norte, a faixa estreou oficialmente no programa de Fearne Cotton na BBC Radio 1, em 14 de abril, sendo o seu áudio oficial publicado na plataforma de vídeos Vevo no mesmo dia. Também no dia 14, foi enviada às estações radiofônicas da Itália. Mais tarde, foi lançada como download digital no Canadá e, no dia 22 do mesmo mês, foi disponibilizada em lojas virtuais nos Estados Unidos, seguido por um lançamento em âmbito global dias depois. Entretanto, apenas foi disponibilizada no Reino Unido e na Alemanha em 25 e 30 de maio, respectivamente, enquanto que no mês seguinte foi inclusa nas estações de rock moderno em território estadunidense.
Além da versão oficial, "West Coast" também foi promovida por meio de diversas versões alternativas. Em 19 de maio de 2014, o site da revista Vice estreou um remix da canção produzido por Dan Heath — que havia colaborado com Del Rey em "Blue Jeans" (2012). Um conjunto mais curto, que contou com edições adicionais nos vocais da artista a fim de torná-los mais nítidos para a sua compreensão, foi produzido por Auerbach e enviado exclusivamente paras as estações de rádio. Nesta versão, além dos vocais, houve significativa alteração no ambiente sonoro da canção em relação à original, ao incorporar elementos da música do Caribe e da música tropical e torná-la mais "alegre". Diversos outros remixes foram lançados em parceria com Alle Farben, Jabberwocky, Marc Kinchen, Mladen Solomun, The Young Professionals, Steven Zhu, Camo & Krooked e Kieran Hebden.  Alguns desses, por sua vez, foram compilados e lançados em plataformas como a iTunes Store como um extended play (EP) digital.

## Estrutura musical e letra
"West Coast" é uma balada derivada de gêneros como o rock psicodélico, o soft rock e o surf rock, e possui uma duração de quatro minutos e dezessete segundos (4:17). A faixa possui o estilo retrô dos anos 1960, a unidade de tempo das músicas de 1980 e elementos de diversos outros estilos, tais como o rock independente, o reggae, o rock latino e o "narcótico" swing. Com um uso maior de guitarras que a sua produção prévia, foi construída em torno de um ambiente sonoro misterioso, atmosférico, sensual e obscuro, além de apresentar vocais roucos e sobrepostos, assim como elementos da música minimalista, tons de música country e o estilo pop dos anos 1970. Descrita como "duas canções dentro de uma", possui grooves descontraídos, instrumentação irregular e sofre alterações rítmicas constantes entre os versos e o refrão, similarmente à de "We Can Work It Out" (1965), dos Beatles. Iniciando-se com lentas batidas sincopadas de tambor, "West Coast" combina diferentes texturas de riffs — reminiscentes do álbum Turn Blue (2014), do The Black Keys — a uma percussão oitentista, enquanto efeitos sonoros semelhantes ao som produzido por didgeridoos intensificam a produção. Aproximadamente em seu primeiro minuto de duração, a música desvanece-se e acordes envolventes de guitarra ao estilo spaghetti western que abrem "And I Love Her" (1964), também dos Beatles, iniciam o refrão e realizam a sua transição repentina para um ritmo lento, temperamental e cinematográfico. Segundos depois, a obra retorna ao ritmo inicial e, posteriormente, volta novamente ao andamento mais lento. Andrew Gruttadaro, da página The Hollywood Life, descreveu essa dualidade como: "Incrivelmente cativante". Para ele: "Uma seção é relativamente otimista e muito legal, retumbando guitarra enquanto Del Rey canta sobre sua amada Costa Oeste antes de aumentar a emoção e injetar a pequena Tori Amos na faixa. E de repente, a música explode e 'West Coast' torna-se uma lenta e vibrante canção. Então, justo quando você está acostumando-se a este novo som, a canção morfa de volta para a sua forma original". Ao final da gravação, pode-se ouvir o som "explosivo" de um teremim — descrito como influenciado por "Good Vibrations" (1966), dos Beach Boys.
Incaracterística às suas canções anteriores é a entrega vocal da cantora, que se altera entre freneticamente ofegante e arrastada, de acordo com Bradley Stern, da página on-line MuuMuse. Del Rey canta em uma oitava acima de um sussurro e adota um tom mais sinistro e sedutor que, apoiado pela forte reverberação, soa de maneira ansiosa e mais arejada em seus versos. O refrão, por sua vez, apresenta vocais sussurrados e repleto de ecos, enquanto evoca-se o estilo de Stevie Nicks em "Edge of Seventeen" (1982) nas linhas "Oh, Baby, Ooh". Carolyn Menyes, da página Music Times, sentiu algo de sensual na forma como a artista canta tal parte do refrão: "De forma tão forte e no entanto tão suave, que parece que nos sentimos em um momento muito íntimo. Aquela forma de cantar dela é completamente original em 'West Coast'. A voz dela parece quase um gemido, mas ela consegue recuperar e fazê-la ofegante e rouca, criando uma estética irônica, mas sensual". Suspiros distantes complementam a sua produção e, combinados aos vocais de apoio de Del Rey, contribuem para a atmosfera etérea da faixa.
Descrita como um híbrido entre os trabalhos das bandas Portishead e Beach House, "West Coast" foi amplamente reconhecida por desviar-se do estilo das canções de Del Rey em Born to Die e Paradise, sendo considerada uma evolução notável da artista. Periodistas do The Guardian salientaram que a obra evitou o melodrama ao estilo Twin Peaks dos trabalhos anteriores da artista e abandonou a produção de hip-hop do disco anterior da artista. A faixa apresenta um som soturno, onipresente nos trabalhos precedentes da intérprete, e adota uma abordagem mais orgânica do que as canções de seus últimos discos, com características da música psicadélica dos anos 1960. De acordo com a partitura publicada pela Sony/ATV Music Publishing, a faixa foi composta em uma assinatura de tempo 4/4, em uma clave de fá sustenido menor, com 126 batidas por minuto nos versos em andamento acelerado e 65 batidas por minuto no refrão em ritmo lento. A extensão vocal de Lana Del Rey varia entre as notas Mi3 e Sol♯5, com uma progressão harmônica básica de Fá♯M-Fá♯M-Mi-Ré-Fá♯M-Mi-Ré, em seus versos iniciais, e SiM-Ré-Fá♯M-Fá♯M-Dó♯M-Ré-Ré-Mi, no refrão.
Identificada como uma canção melancólica, "West Coast" utiliza-se de letras precisas, porém enigmáticas — assim como as suas canções anteriores e diversos outras de Ultraviolence (2014) — para retratar uma mulher dividida entre uma paixão e sua ambição. Uma homenagem à Costa Oeste dos Estados Unidos, local que serviu como inspiração para a sua elaboração, a canção descreve uma mulher que deixou o seu amando para ir em busca de fama e fortuna na Califórnia, mas que ainda se encontra extremamente indecisa entre ficar ao lado de sua paixão ou ir atrás das "luz da estrelas de prata" de Hollywood. Alguns críticos também observaram que as letras refletem as recordações de um verão de adolescentes e um romance esquecido.

## Repercussão

### Crítica profissional
| Críticas profissionais | Críticas profissionais |
| Avaliações da crítica  | Avaliações da crítica  |
| Fonte                  | Avaliação              |
| ---------------------- | ---------------------- |
| Digital Spy            | [ 60 ]                 |
| Daily Star             | (4/5)                  |
| It Pop                 | [ 62 ]                 |
| Gigwise                | [ 63 ]                 |
| MuuMuse                | [ 40 ]                 |
| Slant Magazine         | (Positiva)             |
| Billboard              | (Positiva)             |
| USA Today              | (Positiva)             |
| NME                    | (Favorável)            |

Após o seu lançamento, "West Coast" recebeu aclamação universal dos críticos musicais, os quais prezaram sua composição inconvencional, sua produção hipnótica e o desempenho vocal de Del Rey, e consideraram-na uma evolução musical da artista. Bradley Stern, da página on-line MuuMuse, por exemplo, concedeu à canção cinco de cinco estrelas permitidas; Stern elogiou-a por abandonar o estilo pop-orquestral de Born to Die (2012), assim como a produção de hip-hop de Emile Haynie, aventurando-se em um território mais experimental e soando "totalmente diferente de tudo o que tem sido oferecido na música pop no momento —  é revolucionário, de fato". Michael Nelson, do Stereogum, também se mostrou favorável em sua análise, descrevendo a canção como uma peça musical hipnotizante e assombrosa, que causa arrepios que percorrem a espinha de cima a baixo, principalmente quando o seu ritmo desacelera no refrão. Nelson continuou: "'West Coast' é uma das melhores canções do ano, e eu digo isto como alguém que, historicamente, não é um fã de Lana Del Rey e é completamente dividido quanto às músicas feitas pelo produtor Dan Auerbach".
Maggie Pannacione, do site ArtistDirect, apreciou a sua sonoridade característica dos anos 1970 e adjetivou-a de "autêntica". Editores da revista Billboard chamaram-na de: "Uma faixa orientada por guitarras surpreendentemente descontraídas e (...) claramente menos mal-humorada que o seu trabalho anterior". Meghan O'Keefe, do VH1, mostrou-se extremamente positiva quanto à faixa e à artista ao exclamar: "Lana Del Rey não é êxito passageiro. Não é entediante. É uma estrela pop legítima (...) 'West Coast' ostenta a marca registrada da cantora, combinando letras românticas e melancólicas e um ritmo hipnótico, mas também representa um avanço [para Del Rey]". Na revista britânica NME, Al Horner, entretanto, foi menos favorável, afirmando que "West Coast" não possui a mesma emoção de "Video Games", mas reconheceu que a obra chegou perto. Kyle Fowle, do The A.V. Club, foi negativo em sua análise sobre o disco, mas relatou: "Se há uma canção em Ultraviolence que acerta a fórmula de Lana Del Rey, é 'West Coast', (...) Há uma tranquilidade em seu trabalho vocal nesta faixa, que soa artificial em praticamente todas as outras (...) É a única que realiza tal proeza". Josafá Santana, da revista brasileira O Grito, também foi negativo quanto ao disco em sua análise, mas descreveu "West Coast" como destaque principalmente por sua "ousada" quebra rítmica, que demonstra "uma propriedade musical aguçada para poucos artistas" e também por "[ser] a canção que consegue uma clareza e fluência superior em relação às demais do trabalho".
No também brasileiro It Pop, Guilherme Tintel premiou a canção com cinco estrelas e proferiu: "Numa sonoridade bem mais orgânica e, ainda assim, comercial, 'West Coast' é uma faixa bem característica de Del Rey, com a dramatização dos seus vocais e aqueles efeitos que nos fazem ver a música, mas agora devemos somar à fórmula toda uma produção gloriosamente maior, com riffs de guitarra e uma percussão meio Lykke Li". Scott T. Sterling, da CBS Corporation, afirmou que "West Coast" ampliou as dimensões da música de Del Rey e descreveu-o como: "Um dos hits mais distintos de 2014". No periódico britânico The Guardian, Kate Hutchinson descreveu o trabalho, juntamente com "Born to Die", "National Anthem" e "Blue Jeans", como: "Indiscutivelmente, algumas das melhores canções pops dos últimos cinco anos", enquanto Kitty Empire, do The Observer, chamou-a de uma faixa inteligente e rica em detalhes, ritmo e classe. Lauren Valenti, da revista feminina Marie Claire, apelidou a obra de: "Um pedaço do céu".
No The Hollywood Life, Andrew Gruttadaro prezou na obra a sua alteração rítmica e descreveu-a como: "Uma abordagem audaciosa para uma canção". Barry Walters, da NPR, também destacou aquela parte da canção e declarou: "Esse é um jeito expressivo extraordinário para capturar musicalmente as vicissitudes do amor — particularmente para uma mulher injustamente ridicularizada por sua suposta falta de habilidade musical". Victoria Sadler, do The Huffington Post, elogiou-a por sua "atmosfera sinistra" e descreveu-a como uma das melhores de Ultraviolence. No site Consequence of Sound, Sasha Geffen chamou a obra de: "Uma joia contra-intuitiva", enquanto Bill Lamb, do portal About.com, premiou-a com quatro estrelas e meia em uma escala de cinco, escrevendo: "A canção é memorável, e não há mais nada no cenário pop atual que se pareça com Lana Del Rey".

### Reconhecimento
Consequência da aclamação que obteve, "West Coast" foi incluso em diversas listas como um dos melhores lançamentos de 2014. Na lista "50 Melhores Músicas de 2014", publicada pela revista Cosmopolitan, a canção foi posicionada no terceiro lugar. Ocupou a mesma posição no catálogo de mesmo título da página Music Times, que declarou: "Com o lançamento de 'West Coast', a música de Lana Del Rey finalmente convergiu com a complexidade e a intensidade de sua persona, e foi glorioso (...) Digam o que quiser sobre Lana Del Rey, mas não há mais ninguém no cenário pop estadunidense que soa completamente como ela. Muitos artistas dos dias atuais amam encher as suas canções de reverberação, mas raramente o efeito é utilizado de forma tão brilhante quanto é aqui, evocando encantadoras, mas sinistras, imagens da Califórnia que, provavelmente, nem sequer existem". A equipe do página on-line Idolator nomeou a música como a quinta melhor do ano em questão, com a periodista Bianca Gracie declarando: "Nada mais no álbum [Ultraviolence] soa como 'West Coast'". Na lista publicada pelo periódico estadunidense The Village Voice, a obra foi posicionada no número 49.
O single foi colocado na 11.ª posição na lista publicada pela revista NME, na 25.ª pelo site Consequence of Sound, na 31.ª pelo Stereogum e 59.ª pelo portal About.com. No site MuuMuse, foi considerado o sexto melhor por Bradley Stern, que elogiou a transição musical apresentada por Del Rey ao substituir as batidas de hip-hop pelo som obscuro do rock psicodélico, resultando em uma das mais chocantes e hipnotizantes canções de 2014. O tema ocupou o número 29 na lista "101 Melhores Canções de 2014" pela revista Spin, que o descreveu como "o mais exuberante e narcoléptico hit top 40 de 2014". Joshua Ostroff, do The Huffington Post, colocou-a em 12.º lugar de sua lista "Melhores Canções de 2014", escrevendo que a canção "talvez tenha sido demasiado obscura para ganhar o título de 'canção de verão' que ela merece".

## Vídeo musical

### Desenvolvimento e lançamento
Foi como se nunca tivéssemos trabalhado juntos. Nós não mantivemos contato desde as filmagens de 'Blue Jeans'. Foi como se tivéssemos filmado na semana anterior. Trabalhar com Lana é incrível. Ela é extremamente talentosa e a visão dela é tão escura e impressionante. E eu a amo porque ela desenvolve umas ideias incríveis para a juventude em massa. Temos uma conexão. Eu não sei o quão profunda é. É estranho. Uma singularidade. 

— Bradley Soileau sobre trabalhar com Del Rey.
O vídeo musical acompanhante de "West Coast" foi dirigido por Vincent Haycock e gravado em Marina Del Rey, na Califórnia, e em Venice, Los Angeles. Os primeiros relatos da gravação do trabalho surgiram por meio de imagens da artista na praia Dockweiler, divulgadas em 3 de abril. Além de Del Rey, a produção contém a participação do tatuador Mark Mahoney, que interpreta o interesse amoroso da cantora quando o refrão é tocado, e do modelo estadunidense Bradley Soileau, que desempenha o mesmo papel nas demais cenas. A intérprete revelou que a inspiração para a gravação surgiu do documentário Let's Get Lost (1988), sobre o artista de jazz Chet Baker, e foi impulsionada por seu humor. O seu apreço pelo chamado efeito afrodisíaco do vermelho — referenciado ao final do vídeo, no qual Del Rey aparece usando um vestido vermelho — influenciou para que a estética em preto-e-branco em que o vídeo se baseia fosse substituída por uma cena em cor. Em entrevista à revista Clash Music, Del Rey comentou sobre o conceito por trás do trabalho: "Há uma seção na praia e quando você pensa que tudo estará seguindo assim, então ele desliza para esta cena surreal em que nós estamos apenas dirigindo um carro pela Venice Beach. Tal como a canção, [o vídeo musical] é muito atmosférico, existindo uma vibração em um certo sentido, embora isso não esteja evidenciado, sendo difícil de compreender o que se passa. Então, há essa cena final minha em um vestido vermelho envolvido em chamas. Eu amo o arquétipo de uma menina em um vestido vermelho. Há algo em uma moça de vermelho que é atraente. No final do vídeo, eu queria que tudo o que tinha sido preto-e-branco escorregasse para esta cena de sonho em cores".
O vídeo foi publicado on-line em 7 de maio de 2014, no canal de Del Rey na plataforma Vevo e registrou mais de vinte milhões de visualizações desde então. Um looping da gravação havia sido divulgado em 14 de abril, contendo apenas o áudio da canção e imagens em preto-e-branco da artista abraçando um homem na praia. Dez dias depois, foi anunciado que o lançamento da produção ocorreria nos dias seguintes. Em 1.º de maio, a cantora publicou um teaser da produção em sua conta oficial no Instagram, que exibia apenas Del Rey com um cigarro em mãos, em um carro filmado em câmera lenta, além de imagens suas na praia e cenas de Sunset Strip. Um versão inacabada do videoclipe foi publicada no YouTube em 6 de maio por sua gravadora, a Interscope, mas logo foi removido, sendo a versão finalizada do projeto publicada no dia seguinte. Foi disponibilizado para vendas em 12 de maio na iTunes Store.

### Síntese

Captura de tela de duas cenas distintas do vídeo. Acima, Del Rey aparece abraçada em uma praia com Bradley Soileau, que interpreta o seu amante jovem. Embaixo, no entanto, exibe-se o único momento em que o vídeo apresenta-se em cor, no qual a cantora usa um vestido vermelho em chamas, enquanto imagens de Sunset Boulevard são exibidas por trás da artista. Tal cena recebeu interpretações divergentes por parte dos críticos musicais.

Descrito por Courtney E. Smith, da CBS Corporation, como: "O Yin e o Yang de uma esperança jovem, do gênero que Hollywood tenta sempre atrair, e de uma indústria cínica, da qual Hollywood se aproveita, mas tenta sempre esconder", a obra foi notada por sua história misteriosa, por mostrar cenas de ambientes ensolarados e por, assim como a letra da canção, retratar a cantora envolvida com dois amantes nitidamente distintos. Predominantemente em preto-e-branco, o vídeo utiliza uma abordagem minimalista e melancólica, apresentando várias imagens do cenário artístico da Califórnia e diversas aparições dos amantes de Del Rey—estes caracterizados como típicos bad boys. A cantora aparece por diversas vezes rodopiando na praia da Costa Oeste e interpretando trechos do tema, muitas vezes de olhos fechados.
Influenciado pelo cenário musical dos anos 1980, o vídeo começa com imagens de ondas na beira do mar e gaivotas voando sobre o oceano, assim como estradas margeadas por palmeiras e Del Rey a divertir-se na praia com um grupo de amigos. Primeiramente, a intérprete aparece abraçando-se com um jovem rapaz de cabelos compridos e loiros, ambos vestidos com jaquetas de couro preta e calças jeans, e a caminhar e banhar-se na orla de uma praia do Oceano Pacífico. Quando o refrão se inicia e o ritmo da canção se desacelera, o cenário em que a obra se passa é rapidamente alterado e exibe cenas de Del Rey ao lado de um homem mais velho em um carro conversível filmado em câmera lenta. A cantora está usando joias e tem um cigarro em suas mãos, enquanto o homem usa óculos escuros. Tal personagem foi notado por sua referência à diferença de idade nas relações sexuais e por recordar o estilo do produtor cinematográfico estadunidense Robert Evans e do músico Scott Weiland. Ambos acariciam um ao outro em um clima de film noir e, quando o refrão se encerra, o vídeo retorna às cenas de Del Rey e o seu jovem amante divertindo-se na praia, exibindo, pouco depois, imagens da intérprete a  delirar no carro com o seu parceiro mais velho — provavelmente a recordar-se de seu jovem amante.
No entanto, próximo ao final da gravação e no exato momento em que o teremim começa a tocar, o vídeo exibe a sua única cena em cor, na qual Del Rey aparece envolta em chamas, usando um vestido vermelho e realizando movimentos ao ritmo da canção, enquanto imagens em preto-e-branco das ruas de Sunset Boulevard e de seu jovem são exibidas alternadamente atrás da artista. Esta cena é intercalada com diversas outras, como a cantora em um carro e chamas sendo refletidas em seus olhos e, nos segundos finais da gravação, Del Rey aparece de braços abertos e vestida com uma jaqueta de couro preta também em chamas e sobreposta ao mar. Alguns críticos notaram a cena como simbólica à letra da canção, enquanto outros identificaram-na como um sinal de que a artista estaria a mudar de direção musical e queimando todo o seu passado.

### Análises da crítica
O vídeo musical de "West Coast" foi observado por compartilhar diversas semelhanças com a videografia anterior de Lana Del Rey. Imagens à moda antiga e em preto-e-branco recordam o videoclipe de "Blue Jeans" (2012) e as cenas de abertura de "National Anthem" (2012), enquanto as tomadas amadoras foram comparadas às de "Video Games" (2011) e "Summertime Sadness" (2012), e os zoons aplicados às tatuagens das mãos da artista também foram comparados ao vídeo de "National Anthem" — que utiliza a técnica. A maquiagem de Lana Del Rey, especialmente nos olhos, e os movimentos da artista no vídeo também foram destacados. A aparição de Bradley Soileau, que trabalhou com a artista em "Blue Jeans" e "Born to Die" (2011), bem como o amante mais velho de Del Rey, semelhante aos que aparecem em "Ride" (2012), também foram enfatizados pela crítica, com alguns a especular que este último personagem teria sido influenciado pela letra "old man" de "Off to the Races", segunda faixa do alinhamento de Born to Die, e pelo seu ex-noivo, Barrie-James O'Neill. A gravação também recebeu comparações com o filme de tragicomédia estadunidense Weekend at Bernie's (1989) e com os vídeos musicais de "Wicked Game" (1990) e "Jeremy" (1992), de Chris Isaak e do grupo Pearl Jam, respectivamente.
A gravação foi bem recebida pelos críticos musicais após o seu lançamento, sendo indicado à categoria "Melhor Cinematografia" no MTV Video Music Awards de 2014, mas perdendo o troféu para "Pretty Hurts", de Beyoncé. Chad Saville, da revista Los Angeles Confidential, descreveu o trabalho como uma celebração misteriosa e astuciosa de todas as coisas da Califórnia. Numa matéria publicada pela Billboard, Jason Lipshutz afirmou que a gravação exibia a artista sendo ela mesma e questionou-se: "Será que ela irá queimar o seu passado e ir em direção à Costa Oeste em busca do estrelato?", em referência à letra da canção, concluindo que, em muitos aspectos, a cantora: "Já conseguiu chegar". John Boone, da E! Online, afirmou que o vídeo contém: "A fumagem mais glamourosa que alguma vez viste", enquanto Killian Young, da Rolling Stone, sentiu que Del Rey evoca o estilo típico de film noir da velha Hollywood na gravação e editores do site Terra Networks prezaram a tradicional melancolia da artista e o glamour vintage da produção. Alexa Camp, da Slant Magazine, afirmou que o vídeo reflete fielmente a letra da canção, embora tenha sido discreto para os padrões habituais de Del Rey. Jennifer Pearson, do periódico britânico Daily Mail, apreciou a obra principalmente pelas cenas em que a intérprete aparece em chamas, descrevendo-as como "um final dramático e ardente". Segundo ela, tal parte do vídeo representa um sinal de que o seu amante anterior foi-se para sempre e que a artista estaria a queimar todo o seu passado. Diego Sioli, do brasileiro O Povo, compartilhou uma opinião semelhante sobre a cena, embora tenha apresentado duas visões, declarando: "Talvez a ideia do vídeo é que Del Rey está mudando de direção, uma vez que os momentos iniciais do vídeo lembram [seus] trabalhos anteriores e o final parece queimar tudo isso. Ou somente, apimentar um pouco as coisas".
O trecho final do vídeo também foi destacado por Joey DeGroot, da página Music Times, que notou semelhanças desta cena com o vídeo de "Jeremy", de Pearl Jam, mas afirmou preferir "West Coast" por ele ser menos pretensioso. No site da MTV, Brenna Ehrlich resumiu a produção dizendo: "O vídeo mostra Lana relaxando em uma praia com seu amante com cabelos compridos; languidamente deitada no ombro de um homem mais velho com óculos escuros esportivos em um conversível; e, finalmente, envolta em chamas e em um lívido vestido vermelho, sua forma sobreposta em uma autoestrada cheia de palmeiras. É como se David Lynch e Francesca Lia Block se juntassem e largassem ácido com uma câmara de cinema". Na revista Nylon, Liza Darwin comparou a gravação ao curta-metragem estrelado por Del Rey, Tropico (2013), e descreveu-a como: "Uma joia completamente cinematográfica". Lauren Nostro, da Complex, elogiou a obra por sua estética cinematográfica deslumbrante, enquanto Anna Moeslein, da Glamour, chamou-a de: "Um vídeo de verão perfeito". No site Zumic, Brad Bershad descreveu-o como: "Uma viagem ligeiramente estranha e muito dramática através do tempo e do espaço", acrescentando que as influências noir do vídeo encaixam-se perfeitamente às da canção. Matthew Bramlett, do portal TheWrap, afirmou que Del Rey sintetiza perfeitamente o seu visual vintage no vídeo, descrevendo-o como: "Muito chique, [e] com apenas um toque do velho estilo de Hollywood que Del Rey tem abraçado". Em uma análise mista, Michael Nelson, do Stereogum, descreveu a obra como: "Um vídeo em preto-e-branco de Lana Del Rey narcoticamente esvoaçando em torno de algum lugar do litoral situado no oceano pacífico (intercalado às vezes com algumas partes em cores da Lana Del Rey em chamas). Eu não acho que isso aumenta o poder da canção de alguma maneira especial, mas ela é (sabiamente) discreta o suficiente para não desvirtuar a música". Melinda Newman, do portal HitFix, chamou-o de: "Bem realizado".

## Apresentações ao vivo e outras versões

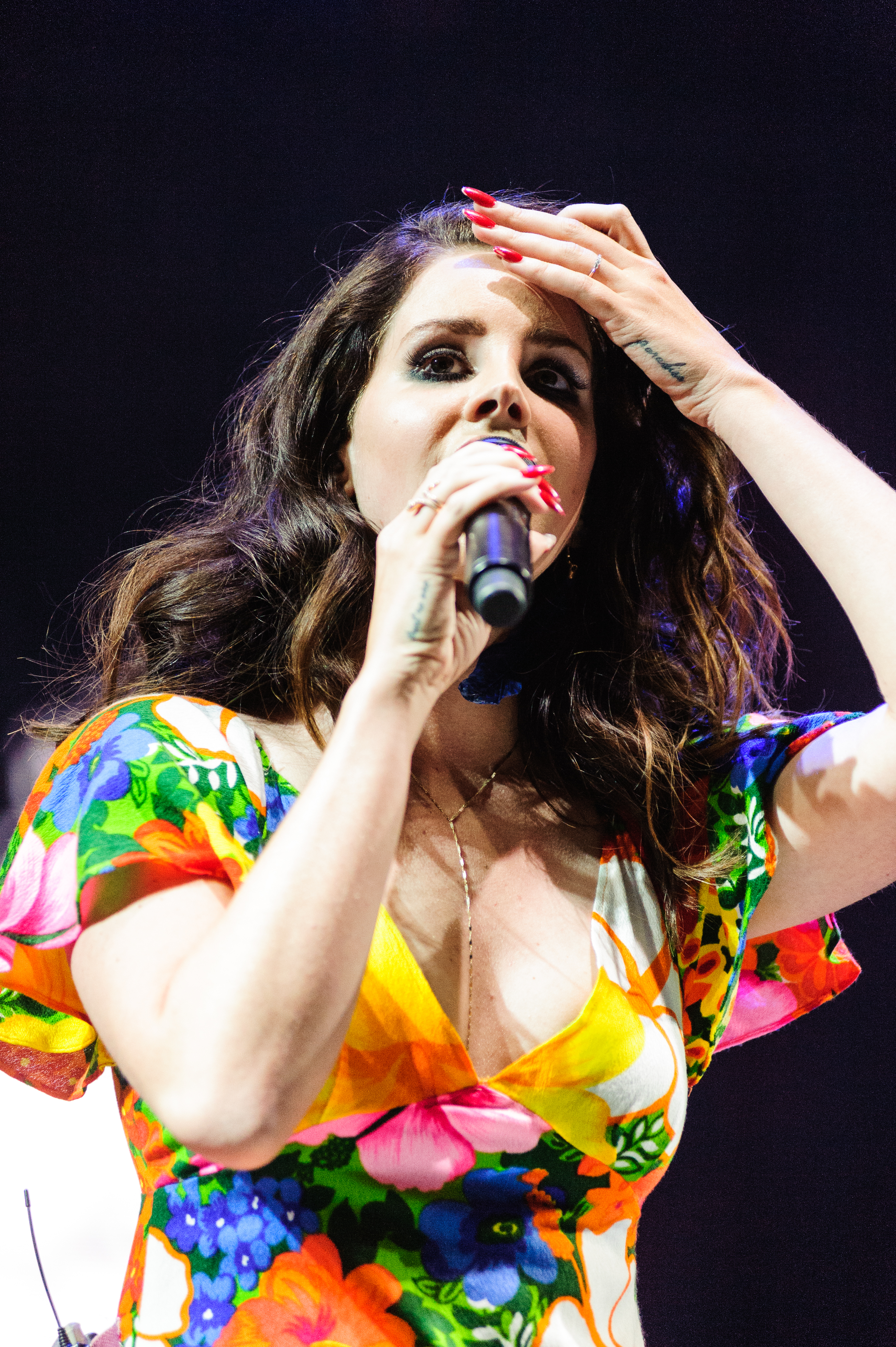
Del Rey apresentando-se no Coachella Music Festival, onde "West Coast" foi executada pela primeira vez, em abril de 2014.

Lana Del Rey apresentou as linhas de abertura de "West Coast" pela primeira vez em um concerto que realizara em Los Angeles, em 11 de abril de 2014. A canção só foi interpretada por completo dois dias depois, no Coachella Valley Music and Arts Festival, em Indio, na Califórnia. A cantora apresentou-se com um vestido de verão colorido e em um palco cujo cenário estava decorado com coqueiros, do qual desceu para cumprimentar a plateia após concluir a apresentação. Por seu desempenho, Del Rey tornou-se a artista mais comentada no Twitter durante o primeiro fim de semana do festival e, de acordo com a revista Billboard, contribuiu em grande parte para a estreia da canção na 17.ª colocação da Billboard Hot 100 — a principal tabela musical estadunidense. Meghan O'Keefe, do VH1, afirmou que a performance de Del Rey estava longe de ser ridícula, contrastando com a primeira execução de "Blue Jeans" no programa Saturday Night Live, e que na verdade foi bastante emocionante. Jason Lipshutz, da Billboard, elogiou-a dizendo que o desempenho de Lana Del Rey até o momento de estrear a canção era tão forte que a artista teria sido perdoada se a canção fosse um fracasso. Lipshutz concluiu que, felizmente, "West Coast" soou bem quando tocado pela primeira vez ao vivo. Em 15 de abril, a musicista cantou-a novamente em um show no Comerica Theatre, Phoenix, no Arizona; Jim Louvau, do periódico local Phoenix New Times, declarou que a performance foi bem-recebida pelo público, enquanto Ed Masley, do The Arizona Republic, descreveu-a como majestosamente sedutora.
"West Coast" foi incluída no repertório da turnê mundial de Lana Del Rey ao longo de 2014. Em um concerto realizado em 2 de maio em Nashville, a sua interpretação foi descrita pelo Nashville Scene como uma amostra das coisas boas que estariam por vir em Ultraviolence. Quatro dias depois, foi interpretada na casa de espetáculos House of Blues, em Boston; James Reed, do The Boston Globe, descreveu a artista como descontraída e sensual durante a apresentação de "West Coast", enquanto Bob Gendron, do Chicago Tribune, também destacou a sensualidade de Del Rey durante um concerto em Aragon, na Geórgia, em 17 de maio. Já a sua apresentação no PNE Amphitheatre, em Toronto, no Canadá, em 25 de maio, foi criticada por Francois Marchand, do The Vancouver Sun, que proferiu: "[Em] 'West Coast' faltava controle na tonalidade, e é neste ponto que a fragilidade dos movimentos de Del Rey (limitados a gestos manuais e movimentos delicados dos quadris) não conseguem mascarar a entrega sem brilho da cantora".
Del Rey apresentou "West Coast" no Festival de Glastonbury, na Inglaterra, no Reino Unido. Usando maquiagem esfumaçada em seus olhos, um vestido colorido e brincos de argola, a cantora executou-a com trechos do vídeo musical da canção sendo exibidos em uma tela ao fundo do palco. O redator Mark Savage, em uma matéria para a BBC Music, descreveu a sua interpretação como: "Devidamente dramática". Também apresentou a canção no Austin City Limits Music Festival e em shows na Cidade do México e Monterrey nos dias 6 e 9 de outubro, e nos dias 17 e 18 de outubro no Hollywood Forever Cemetery. "West Coast" também foi incluída na set list da digressão The Endless Summer Tour, que se iniciou em 7 de maio de 2015.
A faixa também recebeu atenção por parte de outros artistas. O cantor irlandês James Vincent McMorrow apresentou um cover da canção na estação de rádio Triple J, na Austrália. O estadunidense Travis Garland também divulgou a sua versão da obra. Garland adicionou sintetizadores à instrumentação da canção e elementos de música trip-hop. O tema também foi interpretado pela banda de rock britânica Royal Blood, em setembro de 2014, na rádio NPO 3FM, dos Países Baixos.

## Faixas e formatos
"West Coast" foi lançada por meio de download digital em lojas como Amazon.com e iTunes, e em formato físico. Em maio, foi relançada em um remix destinado às estações radiofônicas com o produtor Dan Auerbach. Além disso, foi disponibilizada nos Estados Unidos como um extended play (EP), que contém além da versão original da música, diversas outras.
| Download digital do iTunes |              |         |  |
| N.º                        | Título       | Duração |  |
| 1.                         | "West Coast" | 4:17    |  |

| CD-R do Reino Unido e da França |                           |         |  |
| N.º                             | Título                    | Duração |  |
| 1.                              | "West Coast"              | 4:17    |  |
| 2.                              | "West Coast" (Radio Edit) | 3:44    |  |
| 3.                              | "Instrumental"            | 4:15    |  |

| Extended play (EP) digital dos Estados Unidos |                                    |         |  |
| N.º                                           | Título                             | Duração |  |
| 1.                                            | "West Coast" (ZHU Remix)           | 4:24    |  |
| 2.                                            | "West Coast" (Ten Ven Remix)       | 4:33    |  |
| 3.                                            | "West Coast" (The GRADES Icon Mix) | 4:20    |  |
| 4.                                            | "West Coast" (MK Remix)            | 5:26    |  |

## Créditos
Lista-se abaixo os profissionais envolvidos na elaboração de "West Coast", de acordo com o encarte de Ultraviolence:
- Lana Del Rey: vocais, vocal de apoio, composição
- Rick Nowels: composição
- Dan Auerbach: produção, chocalho, violão de doze cordas, sintetizador
- Collin Dupuis: engenheiro de som
- Maximilian Weissenfeldt: bateria
- Nick Movshon: baixo elétrico, bateria

## Desempenho comercial
Na estimativa feita pela Billboard dias após o lançamento da canção, foi relatado que "West Coast" estrearia, no máximo, entre as 40 primeiras colocações da Billboard Hot 100 — a principal tabela de canções dos Estados Unidos. Embora não tenha sido ativamente promovida nas estações radiofônicas, a canção superou as expectativas iniciais, colocando-se na 17.ª posição da tabela na edição de 3 de maio de 2014. Tornou-se, portanto, a canção da artista mais bem posicionada nesta tabela a datar de sua estreia, bem como o seu segundo trabalho mais bem sucedido, atrás apenas de "Summertime Sadness" (2012), que alcançou a sexta colocação em 2013. O single vendeu mais de 118 mil downloads digitais, que representaram 68% de seu desempenho na tabela, enquanto os outros 32% foram atribuídos aos 2,7 milhões de streamings realizados em sua semana inicial. Consequentemente, alcançou a sexta e 16.ª colocações nos periódicos genéricos Digital Songs e Streaming Songs, respectivamente. Mike Wass, do blog Idolator, considerou a estreia da canção extremamente promissora, principalmente devido ao fato da artista não a ter promovido para além de sua apresentação no Coachella Music Festival, por suas execuções nas rádios até aquele momento serem baixas e por não haver um vídeo musical lançado para auxiliar a sua difusão na Internet. Deixou a tabela na semana seguinte, reentrando apenas um mês mais tarde na centésima colocação, na mesma semana em que Ultraviolence (2014) estreou na liderança da Billboard 200. Adicionalmente, "West Coast" alcançou a terceira colocação da Adult Alternative Songs e converteu-se na primeira peça da artista a posicionar-se na lista que contabiliza as canções de rock mais executadas nas rádios do país, na qual alcançou a 26.ª posição e permaneceu por nove semanas.
No Canadá, a canção entrou na 26.ª posição da lista oficial do país, enquanto na tabela destinada às vendas digitais alcançou a nona colocação. Na Oceania, o single estreou na 31.ª colocação da neozelandesa Official New Zealand Music Chart, enquanto que na Austrália passou duas semanas na parada, atingindo a 44.ª classificação. No Reino Unido, "West Coast" atingiu a 21.ª posição da lista publicada pela Official Charts Company, com vendas iniciais de 15 649 exemplares. Embora apenas tenha regredido na tabela nas semanas subsequentes, reentrou no número 36 após o lançamento de Ultraviolence em território britânico, com outras 5 517 unidades vendidas. Na Coreia do Sul, entrou na 68.ª colocação com 2 082 réplicas digitais comercializadas, caindo para a 87.ª na sua segunda semana na tabela, quando registrou 1 813 cópias transportadas. Em território francês, a gravação atingiu o 34.º lugar em 26 de abril, com 1 400 unidades comercializadas, tornando-se o sétimo trabalho de Del Rey a entrar no top quarenta no país. No total, permaneceu 26 semanas na parada. Mundialmente, "West Coast" listou-se entre as dez primeiras posições em países como a Grécia e Israel, enquanto que alcançou o top vinte na Escócia, na Espanha, na Hungria, na Itália e na Suíça, chegando à primeira posição na Rússia.
| Tabela musical                                         | Melhor posição |
| ------------------------------------------------------ | -------------- |
| Alemanha (Media Control Charts)                        | 22             |
| Austrália (ARIA Charts)                                | 44             |
| Áustria (Ö3 Austria top 40)                            | 39             |
| Bélgica (Ultratop 50 de Flandres)                      | 4              |
| Bélgica (Ultratop 40 da Valônia)                       | 41             |
| Canadá (Canadian Hot 100)                              | 26             |
| Coreia do Sul (Gaon International Singles Chart)       | 68             |
| Croácia (Hrvatska Airplay Radio Chart)                 | 8              |
| Dinamarca (IFPI Dinamarca)                             | 39             |
| Escócia (Scottish Singles and Albums Charts)           | 18             |
| Eslováquia (IFPI República Eslovaca)                   | 89             |
| Espanha (Productores de Música de España)              | 12             |
| Estados Unidos (Billboard Hot 100)                     | 17             |
| Estados Unidos (Adult Alternative Songs)               | 3              |
| Estados Unidos (Rock Airplay)                          | 26             |
| Finlândia (IFPI Finlândia)                             | 21             |
| França (Syndicat National de l'Édition Phonographique) | 34             |
| Grécia (IFPI Grécia)                                   | 3              |
| Hungria (Magyar Hanglemezkiadók Szövetsége)            | 13             |
| Irlanda (Irish Singles Chart)                          | 31             |
| Israel (Media Forest)                                  | 5              |
| Itália (Federazione Industria Musicale Italiana)       | 18             |
| México (Mexico Ingles Airplay)                         | 36             |
| Nova Zelândia (The Official New Zealand Music Chart)   | 31             |
| Países Baixos (MegaCharts)                             | 16             |
| Polônia (Związek Producentów Audio Video)              | 44             |
| Reino Unido (UK Singles Chart)                         | 21             |
| Chéquia (IFPI Czech Republic)                          | 89             |
| Rússia (Российские музыкальные чарты)                  | 1              |
| Suíça (Schweizer Hitparade)                            | 13             |

| País (Empresa)    | Certificação |
| ----------------- | ------------ |
| Reino Unido (BPI) | Prata        |

## Histórico de lançamento
"West Coast" estreou na BBC Radio 1 em 14 de abril de 2014 e, no mesmo dia, foi enviada às estações de rádio italianas. O tema também foi comercializado como CD-R na França e no Reino Unido. Oito dias depois, a obra foi disponibilizada como download digital no Canadá e nos Estados Unidos; pouco depois, seguiu-se um lançamento internacional. Em território estadunidense, também foi lançada em formato de extended play (EP) digital.
| País           | Data                  | Formato                    | Gravadora       |
| -------------- | --------------------- | -------------------------- | --------------- |
| Itália         | 14 de abril de 2014   | Contemporary Hit Radio     | Polydor         |
| França         | 14 de abril de 2014   | CD-R                       | Polydor         |
| Reino Unido    | 14 de abril de 2014   | CD-R                       | Polydor         |
| Canadá         | 22 de abril de 2014   | Download digital           | Interscope      |
| Estados Unidos | 22 de abril de 2014   | Download digital           | Interscope      |
| Brasil         | 23 de abril de 2014   | Download digital           | Universal       |
| Espanha        | 23 de abril de 2014   | Download digital           | Universal       |
| Finlândia      | 23 de abril de 2014   | Download digital           | Universal       |
| França         | 23 de abril de 2014   | Download digital           | Universal       |
| Luxemburgo     | 23 de abril de 2014   | Download digital           | Universal       |
| Nova Zelândia  | 23 de abril de 2014   | Download digital           | Universal       |
| Países Baixos  | 23 de abril de 2014   | Download digital           | Universal       |
| Portugal       | 23 de abril de 2014   | Download digital           | Universal       |
| Reino Unido    | 25 de maio de 2014    | Download digital           | Polydor         |
| Alemanha       | 30 de maio de 2014    | Download digital           | Vertigo/Capitol |
| Estados Unidos | 29 de outubro de 2014 | Extended play (EP) digital | Interscope      |